# Friedrich Moch
Friedrich Moch, född 12 april 2000 i Memmingen, är en tysk längdskidåkare.

## Karriär
Vid världscuptävlingen, 10 kilometer masstart, den 4 januari 2022 slutade Moch på en tredje plats, vilket gav honom hans första podiumplacering i ett världscuplopp. Den 7 januari 2024 slutade han på samma distans på en andra plats, vilket innebar att han även slutade på en andraplats totalt i Tour de Ski 2023/2024.